# 85P/Boethin
85P/Boethin – kometa okresowa należąca do rodziny komet Jowisza. Została odkryta 4 stycznia 1975 roku przez Leo Boethina na Filipinach.
Kometa była obserwowana w 1975 roku, a następnie w 1986 roku podczas powrotu w okolice Słońca. Osiągnęła wtedy jasność obserwowaną 8m. Ostatnia obserwacja miała miejsce 1 marca 1986 roku. Podczas kolejnego przewidzianego przejścia przez peryhelium w kwietniu 1997 roku nie udało się ponownie zaobserwować tej komety.
85P/Boethin miała być celem zaplanowanego na grudzień 2008 roku przelotu sondy Deep Impact. Jednak do listopada 2007 roku nie powiodły się próby obserwacji komety, co uniemożliwiło precyzyjne przewidzenie jej orbity niezbędne do skierowania ku niej sondy. W rezultacie podjęto decyzję o zmianie celu misji sondy.